# Chiaramonte Gulfi
Chiaramonte Gulfi est une commune de la province de Raguse, dans la région Sicile, en Italie.
Elle est jumelée avec la commune française de Clermont dans l'Oise, probable ville d'origine de la famille Chiaromonte, qui donna peut-être son nom à Chiaramonte Gulfi. Ce jumelage a fêté son XXVe anniversaire en 2009. 

## Administration
| Période                                  | Période           | Identité            | Étiquette                | Qualité |
| ---------------------------------------- | ----------------- | ------------------- | ------------------------ | ------- |
| 23 mai 1989                              | 28 juin 1990      | Ignazio Gafà        | Démocratie chrétienne    |         |
| 6 juillet 1990                           | 5 novembre 1992   | Paolo Calabrese     | Démocratie chrétienne    |         |
| 8 avril 1993                             | 22 novembre 1993  | Angelo Politi       | Démocratie chrétienne    |         |
| 8 décembre 1993                          | 1er décembre 1997 | Sebastiano Gurrieri | Parti socialiste italien |         |
| 1er décembre 1997                        | 28 mai 2002       | Sebastiano Gurrieri | Liste civile             |         |
| 28 mai 2002                              | 15 mai 2007       | Giuseppe Nicastro   | Liste civile             |         |
| 15 mai 2007                              | 11 mai 2012       | Giuseppe Nicastro   | Liste civile             |         |
| 11 mai 2012                              | 10 juin 2017      | Vito Fornaro        | Liste civile             |         |
| 10 juin 2017                             | en cours          | Sebastiano Gurrieri | Liste civile             |         |
| Les données manquantes sont à compléter. |                   |                     |                          |         |

### Hameaux
Piano dell'acqua, Sperlinga, Roccazzo.

### Communes limitrophes
Acate, Comiso, Licodia Eubea, Mazzarrone, Monterosso Almo, Raguse, Vittoria.